# Aplidiopsis tubiferus
Aplidiopsis tubiferus is een zakpijpensoort uit de familie van de Polyclinidae. De wetenschappelijke naam van de soort werd in 2001 voor het eerst geldig gepubliceerd door Françoise Monniot.